# 47 Ursae Majoris
47 Ursae Majoris (também abreviado como 47 UMa), nomeado como Chalawan, é uma estrela anã amarela similar ao Sol situada na constelação de Ursa Major. Localiza-se a sudeste de ω Ursae Majoris, sudoeste de ψ Ursae Majoris e nordeste de 46 Ursae Majoris. Em 2002 dois planetas extrassolares orbitando em torno dela foram descobertos. A 6 de março de 2010 foi confirmada a existência do terceiro planeta 47 Ursae Majoris d. 47 Ursae Majoris encontra-se entre as cem estrelas parte da missão missão Terrestrial Planet Finder da NASA.

## Distância e visibilidade
47 Ursae Majoris encontra-se relativamente próxima ao Sistema Solar: de acordo com  medidas astrométricas realizadas pelo satélite Hipparcos, a estrela exibe uma paralaxe de 71,04 milissegundos de arco, o que corresponde a uma distância de 45,9 anos-luz ou 14,1 parsecs. Com uma magnitude aparente de +5,04, é visível a olho nu em boas condições.

## Características
Com uma massa similar à massa solar, 47 Ursae Majoris é ligeiramente mais rica em metais que o Sol, contando com cerca de 110% da abundância solar em ferro. De tipo espectral G1V, a sua temperatura efetiva é pouco maior que a do Sol, em torno de 5 882 K. 47 Ursae Majoris tem uma magnitude absoluta de +4,29, o que supõe uma luminosidade visual cerca de 60% maior do que a luminosidade solar. O seu período de rotação, de cerca de 24 dias, é também similar ao do Sol.
Como o Sol, 47 Ursae Majoris encontra-se na sequência principal, convertendo hidrogênio em hélio no seu núcleo mediante fusão nuclear. De acordo à sua atividade cromosférica, a estrela pode ter uma idade de cerca de 6 bilhões de anos, embora modelos de evolução estelar sugerem uma idade superior, de cerca de 8,7 bilhões de anos.

## Sistema planetário

### 47 Ursae Majoris b
Em 1996, Geoffrey Marcy e R. Paul Butler anunciaram a descoberta de um planeta extrassolar orbitando 47 Ursae Majoris. A descoberta foi feita observando a mudança na velocidade radial da estrela, quando se percebeu a gravidade de um planeta ao seu redor. As medidas foram realizadas observando o efeito Doppler no espectro da estrela. O planeta, chamado 47 Ursae Majoris b, foi o primeiro planeta extrassolar de longo período descoberto. Ao contrário da maioria de planetas extrassolares de longo período conhecidos, 47 Ursae Majoris b tem uma órbita muito pouca excêntrica. O planeta tem pelo menos 2,53 vezes a massa de Júpiter e leva 1 078 dias para completar uma volta ao redor de sua estrela. Se estivesse no Sistema Solar, situar-se-ia entre as órbitas de Marte e Júpiter.
Em 2001, medidas astrométricas preliminares realizadas pelo satélite Hipparcos sugerem que a órbita de 47 Ursae Majoris b possui uma inclinação de 63,1º, o que indica uma massa de 2,9 vezes a de Júpiter. Contudo, análises posteriores demonstraram que as observações do satélite Hipparcos não são precisas o bastante para determinar as órbitas de planetas, e portanto, a inclinação e a massa real continuam desconhecidas.

Órbitas dos planetas do sistema de 47 Ursae Majoris

### 47 Ursae Majoris c
A descoberta de um segundo planeta, denominado 47 Ursae Majoris c, foi anunciada por Debra Fischer, Geoffrey Marcy e R. Paul Butler em 2002. A descoberta foi realizada usando o mesmo método de velocidade radial usado para detectar o primeiro planeta. De acordo com a equipa de descobridores, o planeta leva 2 594 dias para completar a sua órbita. A configuração das órbitas no sistema é similar à configuração de Júpiter e Saturno no Sistema Solar, com uma razão orbital próxima a 5:2 e uma proporção de massa aproximadamente igual.
Pesquisas posteriores não conseguiram confirmar a existência do segundo planeta, e sugeriu-se que o conjunto de dados usado na sua descoberta não foi suficiente. Análises de conjuntos de dados maiores, abrangendo um período de 6 900 dias, sugere que apesar de ser provável a existência de um segundo planeta, é altamente improvável a existência de um planeta com um período similar a 2 500 dias. O modelo que melhor se ajusta aos dados indica que é possível que o planeta tenha um período de 7 586 dias a uma distância de 7,73 UA da estrela. Contudo, os parâmetros orbitais do segundo planeta continuam altamente incertos. Gregory et al. (2010) apresenta um período de 2 391+100
−70 dias, valor que também é adotado pela Extrasolar Planets Encyclopaedia.

### 47 Ursae Majoris d
Em 2010, a descoberta de um terceiro planeta, designado 47 Ursae Majoris d, foi feita com o uso do Periodograma Kepler Bayesiano. O uso deste modelo neste sistema planetário permitiu descobrir que é 100 000 vezes mais provável que existam três planetas do que dois planetas. Esta descoberta foi anunciada por Debra Fischer e PC Gregory. Este planeta tem uma massa de 1,64 MJ, um período orbital de 14 002 dias ou 38,33 anos e um semieixo maior de 11,6 UA com uma moderada excentricidade de 0,16.

### Possíveis planetas
Simulações sugerem que a parte interna da zona habitável do sistema de 47 Ursae Majoris poderia conter um planeta terrestre com uma órbita estável, embora outras regiões de tal zona sofreriam transtornos pela influência gravitacional de 47 Ursae Majoris b. Contudo, a presença de um planeta gigante a 2,5 UA da estrela poderia ter interferido na formação de um planeta na zona interna, e reduzido a quantidade de água presente nestes planetas internos durante a acreção. Isto provavelmente significa que qualquer planeta terrestre orbitando na zona habitável de 47 Ursae Majoris seja pequeno e seco.
| Planeta | Massa                   | Semieixo maior (UA) | Período orbital (dias) | Excentricidade      |
| ------- | ----------------------- | ------------------- | ---------------------- | ------------------- |
| b       | >2,53 +0,07 −0,06 MJ    | 2,10 ± 0,02         | 1078 ± 2               | 0,032 ± 0,014       |
| c       | >0,540 +0,066 −0,073 MJ | 3,6 ± 0,1           | 2391 +100 −70          | 0,098 +0,047 −0,096 |
| d       | >1,64 +0,29 −0,48 MJ    | 11,6 +2,1 −2,9      | 14 002 +4 018 −5 095   | 0,16 +0,09 −0,16    |

## Mensagens enviadas a 47 Ursae Majoris
Em 2008, duas mensagens METI foram enviadas para 47 Ursae Majoris. Ambas foram transmitidas do maior radar da Eurásia, o Radar Planetário de 70 metros de Eupatória, na Ucrânia. A primeira mensagem, a Teen Age Message, foi enviada em 3 de setembro de 2001 e chegará a 47 Ursae Majoris em julho de 2047. A segunda mensagem, Cosmic Call 2, foi enviada em 6 de julho de 2003 e chegará a 47 Ursae Majoris em maio de 2049.